# HMS Havant (H32)
HMS Havant (H32) là một tàu khu trục lớp H, nguyên được Hải quân Brazil đặt hàng cho hãng J. Samuel White dưới tên Javary vào cuối thập niên 1930, nhưng được Hải quân Hoàng gia Anh Quốc mua lại khi Chiến tranh Thế giới thứ hai nổ ra vào tháng 9 năm 1939. Ngay sau khi nhập biên chế, nó được phân nhiệm vụ hộ tống cùng Bộ chỉ huy Tiếp cận phía Tây, được chuyển sang Hạm đội Nhà khi Chiến dịch Na Uy bắt đầu vào tháng 4 năm 1940, nhưng chỉ can dự vòng ngoài trong việc hộ tống các tàu chuyển quân đến Iceland và quần đảo Faroe và hộ tống tàu vận tải đến Narvik. Nó tham gia cuộc triệt thoái Dunkirk, nơi nó bị hư hại nặng bởi máy bay ném bom bổ nhào Đức Junkers Ju 87 Stuka vào ngày 1 tháng 6 và phải bị đánh đắm.

## Thiết kế và chế tạo
Havant có trọng lượng choán nước tiêu chuẩn 1.340 tấn Anh (1.360 t), và lên đến 1.859 tấn Anh (1.889 t) khi đầy tải. Nó có chiều dài chung 323 foot (98,5 m), mạn thuyền rộng 33 foot (10,1 m) và độ sâu của mớn nước là 12 foot 5 inch (3,8 m). Nó được dẫn động bởi hai turbine hơi nước Parsons truyền động ra hai trục chân vịt, sản sinh tổng công suất 34.000 mã lực càng (25.000 kW), cho phép nó đạt tốc độ tối đa 36 hải lý trên giờ (67 km/h; 41 mph). Hơi nước được cung cấp bởi ba nồi hơi ống nước Admiralty. Havant có thể mang theo tối đa 470 tấn Anh (480 t) dầu đốt, cho phép một tầm hoạt động tối đa 5.530 hải lý (10.240 km; 6.360 mi) ở tốc độ 15 hải lý trên giờ (28 km/h; 17 mph). Thành phần thủy thủ đoàn của nó bao gồm 145 sĩ quan và thủy thủ.
Con tàu được thiết kế để trang bị bốn khẩu pháo QF 4,7 inch (120 mm) Mk. XII L/45 trên các tháp pháo nòng đơn, đặt tên theo thứ tự ‘A’, ‘B’, ‘X’ và ‘Y’ từ trước ra sau; nhưng khẩu ‘Y’ bị tháo dỡ để lấy chỗ mang thêm mìn sâu. Cho mục đích phòng không, Havant có hai khẩu đội súng máy 0,5 in (13 mm) Mk.III bốn nòng. Nó còn có hai bệ ống phóng ngư lôi bốn nòng trên mặt nước dành cho ngư lôi 21 in (530 mm). Một đường ray thả mìn sâu và hai máy phóng thoạt tiên được trang bị, nhưng tăng lên ba đường ray và tám máy phóng trong khi hoàn thiện. Lượng mìn sâu mang theo cũng tăng lên tương ứng từ 20 lên 110 quả.
Javary được Brasil đặt hàng cho hãng J. Samuel White ở Cowes vào ngày 8 tháng 12 năm 1937. Con tàu được đặt lườn vào ngày 30 tháng 3 năm 1938 và được hạ thủy vào ngày 29 tháng 9 năm 1939. Nó bị Anh Quốc mua lại vào ngày 5 tháng 9 năm 1939 và đổi tên thành HMS Havant. Havant được cho nhập biên chế cùng Hải quân Hoàng gia Anh vào ngày 19 tháng 12 năm 1939.

## Lịch sử hoạt động
Havant đi đến cảng Portland vào ngày 8 tháng 1 năm 1940 để bắt đầu chạy thử máy. Sau khi được phân về Chi hạm đội Khu trục 9 trực thuộc Bộ chỉ huy Tiếp cận phía Tây tại Plymouth, nó đãcùng với các tàu khu trục HMS Ardent và HMS Whitshed thực hiện một cuộc càn quét chống tàu ngầm bất thành từ ngày 4 đến ngày 9 tháng 2. Havant được bổ sung thiết bị khử từ (Degauss) cùng các sửa chữa nhỏ trong tháng 3.
Con tàu đang trên đường đi Greenock để hộ tống một đoàn tàu vận tải đi Gibraltar vào ngày 7 tháng 4 khi nó được chuyển sang Hạm đội Nhà do kết quả của việc Đức xâm chiếm Na Uy. Cùng với tàu chị em HMS Hesperus, Havant hộ tống cho tàu tuần dương hạng nặng HMS Suffolk vào ngày 13 tháng 4, khi chiếc này vận chuyển một đơn vị Thủy quân Lục chiến Hoàng gia Anh chiếm đóng quần đảo Faroe. Sau đó nó hộ tống cho các đoàn tàu vận tải đến Narvik cho đến ngày 7 tháng 5. Một tuần sau, nó hộ tống cho các tàu biển chở hành khách RMS Lancastria và RMS Franconia khi chúng vận chuyển binh lính đến chiếm đóng Iceland.
Havant tham gia cuộc triệt thoái Dunkirk vào ngày 29 tháng 5, và đã giải cứu hơn 2.300 người cho đến ngày 1 tháng 6. Sáng hôm đó nó nhận lên tàu 500 binh lính và đang đi cặp với tàu khu trục HMS Ivanhoe, vốn bị máy bay ném bom bổ nhào Đức đánh hỏng sáng hôm đó. Nó đón lên tàu binh lính và thủy thủ bị thương, rồi khởi hành đi Dover dưới áp lực không kích nặng nề của đối phương. Không lâu sau đó, nó bị những chiếc Junkers Ju 87 "Stuka" đánh trúng; hai quả bom trúng vào phòng động cơ cùng một quả khác phát nổ bên dưới lườn tàu. Tám thành viên thủy thủ đoàn đã thiệt mạng và 25 người khác bị thương trong vụ tấn công; đồng thời ít nhất 25 binh lính cũng thiệt mạng. Havant bị hư hại nặng, và phải bị chiếc tàu quét mìn HMS Saltash đánh đắm ở tọa độ 51°08′0″B 2°15′49″Đ / 51,13333°B 2,26361°Đ sau khi các nỗ lực kéo nó thất bại.